# TTT diagram

Diagram TTT popisující transformaci z taveniny A do fáze B po červené křivce při konstantní teplotě

TTT diagram (z angličtiny Time–Temperature–Transformation diagram) popisuje kinetiku fázové transformace v závislosti na čase při konstantní teplotě.
V diagramu jsou vykresleny izočáry konstantního podílu krystalické fáze. Na vodorovné ose je vynesen čas, potřebný pro vznik daného podílu krystalické fáze, a na svislé teplota.
TTT diagramy se používají pro přípravu výroby skla chlazením z taveniny. Využívají se také při tepelném zpracování ocelí (např. bainitické kalení) nebo při svařování jako diagramy izotermického rozpadu austenitu.